# Лужок (Кировоградская область)
Лужок (укр. Лужок) — село в Компанеевской поселковой общине Кропивницкого района Кировоградской области Украины.
До 2020 года входило в Компанеевский район
Население по переписи 2001 года составляло 70 человек. Почтовый индекс — 28400. Телефонный код — 5240. Код КОАТУУ — 3522855103.